# Zweimen
Zweimen este o comună din landul Saxonia-Anhalt, Germania.